# Metriocnemus ripicola
Metriocnemus ripicola är en tvåvingeart som först beskrevs av Holmgren 1883.  Metriocnemus ripicola ingår i släktet Metriocnemus och familjen fjädermyggor. Inga underarter finns listade i Catalogue of Life.